# Epactris alcaea
Epactris alcaea är en fjärilsart som beskrevs av Edward Meyrick 1924. Epactris alcaea ingår i släktet Epactris och familjen äkta malar. Inga underarter finns listade i Catalogue of Life.